# Delray Beach Open
Delray Beach Open este un turneu de tenis profesionist masculin din seria ATP World Tour 250, desfășurat în fiecare an la Delray Beach, Florida, Statele Unite și care se joacă pe terenuri cu suprafață dură. În perioada 1993-1998, turneul a avut loc la Coral Springs, în 1999 a fost mutat la Delray Beach Tennis Center.

## Rezultate

### Simplu
| An   | Campion               | Finalist                    | Scor                |
| ---- | --------------------- | --------------------------- | ------------------- |
| 1999 | Lleyton Hewitt        | Xavier Malisse              | 6-4, 6-7(2), 6-1    |
| 2000 | Stefan Koubek         | Álex Calatrava              | 6-1, 4-6, 6-4       |
| 2001 | Jan-Michael Gambill   | Xavier Malisse              | 7-5, 6-4            |
| 2002 | Davide Sanguinetti    | Andy Roddick                | 6-4, 4-6, 6-4       |
| 2003 | Jan-Michael Gambill   | Mardy Fish                  | 6-0, 7-6(5)         |
| 2004 | Ricardo Mello         | Vincent Spadea              | 7-6(2), 6-3         |
| 2005 | Xavier Malisse        | Jiří Novák                  | 7-6(6), 6-2         |
| 2006 | Tommy Haas            | Xavier Malisse              | 6-3, 3-6, 7-6(5)    |
| 2007 | Xavier Malisse        | James Blake                 | 5-7, 6-4, 6-4       |
| 2008 | Kei Nishikori         | James Blake                 | 3-6, 6-1, 6-4       |
| 2009 | Mardy Fish            | Evgeny Korolev              | 7-5, 6-3            |
| 2010 | Ernests Gulbis        | Ivo Karlovic                | 6-2, 6-3            |
| 2011 | Juan Martín del Potro | Janko Tipsarevic            | 6-4, 6-4            |
| 2012 | Kevin Anderson        | Marinko Matosevic           | 6-4, 7-6(2)         |
| 2013 | Ernests Gulbis        | Édouard Roger-Vasselin      | 7-6(3), 6-3         |
| 2014 | Marin Čilić           | Kevin Anderson              | 7-6(6), 6-7(7), 6-4 |
| 2015 | Ivo Karlović          | Donald Young                | 6-3, 6-3            |
| 2016 | Sam Querrey           | Rajeev Ram                  | 6-4, 7-6(6)         |
| 2017 | Jack Sock             | Milos Raonic                | w/o                 |
| 2018 | Frances Tiafoe        | Peter Gojowczyk             | 6-1, 6-4            |
| 2019 | Radu Albot            | Daniel Evans                | 3-6, 6-3, 7-6(7)    |
| 2020 | Reilly Opelka         | Yoshihito Nishioka          | 7-5, 6-7(4), 6-2    |
| 2021 | Hubert Hurkacz        | Sebastian Korda             | 6-3, 6-3            |
| 2022 | Cameron Norrie        | Reilly Opelka               | 7–6(7–1), 7–6(7–4)  |
| 2023 | Taylor Fritz          | Miomir Kecmanović           | 6–0, 5–7, 6–2       |
| 2024 | Taylor Fritz (2)      | Tommy Paul                  | 6–2, 6–3            |
| 2025 | Miomir Kecmanović     | Alejandro Davidovici Fokina | 3–6, 6–1, 7–5       |

### Dublu
| An   | Campioni                                  | Finaliști                                 | Scor                   |
| ---- | ----------------------------------------- | ----------------------------------------- | ---------------------- |
| 1999 | Max Mirnyi Nenad Zimonjić                 | Doug Flach Brian MacPhie                  | 7-6(3), 3-6, 6-3       |
| 2000 | Brian MacPhie Nenad Zimonjić              | Joshua Eagle Andrew Florent               | 7-5, 6-4               |
| 2001 | Jan-Michael Gambill Andy Roddick          | Thomas Shimada Myles Wakefield            | 6-3, 6-4               |
| 2002 | Martin Damm Cyril Suk                     | David Adams Ben Ellwood                   | 6-4, 6-7(5), [10-5]    |
| 2003 | Leander Paes Nenad Zimonjić               | Raemon Sluiter Martin Verkerk             | 7-5, 3-6, 7-5          |
| 2004 | Leander Paes Radek Štěpánek               | Gastón Etlis Martín Rodríguez             | 6-0, 6-3               |
| 2005 | Simon Aspelin Todd Perry                  | Jordan Kerr Jim Thomas                    | 6-3, 6-3               |
| 2006 | Mark Knowles Daniel Nestor                | Chris Haggard Wesley Moodie               | 6-2, 6-3               |
| 2007 | Xavier Malisse Hugo Armando               | James Auckland Stephen Huss               | 6-3, 6-7(4), [10-5]    |
| 2008 | Max Mirnyi Jamie Murray                   | Bob Bryan Mike Bryan                      | 6-4, 3-6, [10-6]       |
| 2009 | Bob Bryan Mike Bryan                      | Marcelo Melo André Sá                     | 6-4, 6-4               |
| 2010 | Bob Bryan Mike Bryan                      | Philipp Marx Igor Zelenay                 | 6-3, 7-6(3)            |
| 2011 | Scott Lipsky Rajeev Ram                   | Christopher Kas Alexander Peya            | 4–6, 6–4, [10-3]       |
| 2012 | Colin Fleming Ross Hutchins               | Michal Mertinak Andre Sa                  | 2-6, 7-6(5), [15-13]   |
| 2013 | James Blake Jack Sock                     | Horia Tecău Max Mirnyi                    | 6-4, 6-4               |
| 2014 | Bob Bryan Mike Bryan                      | František Čermák Mijaíl Yelguin           | 6-2, 6-3               |
| 2015 | Bob Bryan Mike Bryan                      | Raven Klaasen Leander Paes                | 6-3, 3-6, [10-6]       |
| 2016 | Oliver Marach Fabrice Martin              | Bob Bryan Mike Bryan                      | 3-6, 7-6(7), [13-11]   |
| 2017 | Raven Klaasen Rajeev Ram                  | Treat Huey Max Mirnyi                     | 7-5, 7-5               |
| 2018 | Jack Sock Jackson Withrow                 | Nicholas Monroe John-Patrick Smith        | 4-6, 6-4, [10-8]       |
| 2019 | Bob Bryan Mike Bryan                      | Ken Skupski Neal Skupski                  | 7-6(5), 6-4            |
| 2020 | Bob Bryan Mike Bryan                      | Luke Bambridge Ben McLachlan              | 3-6, 7-5, [10-5]       |
| 2021 | Ariel Behar Gonzalo Escobar               | Christian Harrison Ryan Harrison          | 6-7(5), 7-6(4), [10-4] |
| 2022 | Marcelo Arévalo Jean-Julien Rojer         | Aleksandr Nedovyesov Aisam-ul-Haq Qureshi | 6–2, 6–7(5–7), [10–4]  |
| 2023 | Marcelo Arévalo (2) Jean-Julien Rojer (2) | Rinky Hijikata Reese Stalder              | 6–3, 6–4               |
| 2024 | Julian Cash Robert Galloway               | Santiago González Neal Skupski            | 5–7, 7–5, [10–2]       |
| 2025 | Miomir Kecmanović Brandon Nakashima       | Christian Harrison Evan King              | 7–6(7–3), 1–6, [10–3]  |